# Бабенберги
Бабенбергите (на немски: Babenberger) са австрийски благороднически род от маркграфове и херцози. Името им идва от Бамберг в днешна Горна Франкония в Бавария. Те управляват от 976 до измирането им 1246 г. – преди възхода на Дом Хабсбурги – като маркграфове и херцози в Австрия, херцози на Швабия (1012 – 1038), херцози на Бавария (1139 – 1141, 1143 – 1156) и херцози Щирия (1192 – 1246).

## Историческа справка
Родоначалник на аристократичната фамилия е Хайнрих (†886), маркграф на Източната марка (Marchia orientalis) във Франкония. Той има дъщеря Хедвига, омъжена за Ото I Свети, херцог на Саксония. По-малкият от синовете му, Хайнрих, маркграф на Нордау, взема за съпруга Баба, сестра на германския крал Хайнрих I Птицелов. Той построява замъка Бабенберг, дал името на фамилията. По-големият брат на Хайнрих фон Нордау, Адалберт (†906), продължава рода. Негов син е граф Адалберг фон Бабенберг (†954), а внук – Леополд I. През 976 г. германският император Ото II поверява на Леополд I управлението на Източната марка (Marchia orientalis, Остмарк/Остаричи), превърнала се в родово владение на Бабенгерг. Графът (от 976 г. маркграф) води активна завоевателна политика, чийто най-значителен резултат е присъединяването на отнетата от унгарците Виена и превръщането ѝ в столица на Източната марка. Леополд I за Рихарда (Рикса) и е наследен последователно от синовете си Хайнрих I Силния (994 – 1018), умрял без брак и Албрехт (1018 – 1055), съпруг на принцеса Гизела Швабска. При наследниците на Албрехт, маркграф Ернст (1055 – 1075) и сина му Леополд II Красивия (1075 – 1095), Австрия е принудена да води продължителни войни срещу своите съседи чехите. Той сключва брак с местната аристократка Ида.
Значението на княжеството нараства по времето на Леополд III (1095 – 1136), син и наследник на Леополд II. Той укрепва връзките си с императорския двор, като взема за съпруга Агнес, дъщеря на германския император Хайнрих IV. Леополд III е наречен Благочестиви заради начина си на живот и покровителството си спрямо църквата. Канонизиран е през 1484 г. Леополд III има 17 деца, по-известните от които са: дъщери – Агнес, сключила брак с полския княз Владислав II Изгнаник; Гертруда, омъжена за чешкия крал Владислав II Пшемислович; Юдит, съпруга на маркиз Гулиелмо IV ди Монферато. Баща е и на петима синове. Двама от тях, най-малкият Ото (†1158) и Конрад II (†1164), са епископи съответно във Фрайнлинг и Пасау. Вторият, Албрехт (1107 – 1137), сключва брак с Аделаида, дъщеря на полския крал Болеслав II Щедри, а след смъртта ѝ – с Хедвиа, дъщеря на унгарския принц Алмош Арпад. Третият син, Хайнрих II Язомиргот е женен за Гертруда, дъщеря на германския император Лотар III и е баща на херцог Хайнрих (1158 – 1223), съпруг на Рихенца, дъщеря на Владислав II, крал на Полша. Първородният, Леополд IV (1136 – 1141), се ползва с благоразположението на император Конрад III, който е роден от първия брак на майка му Агнес с швабския херцог Фридрих II фон Хохенщауфен. През 1139 г. маркграфът получава от своя полубрат, императора, властта над херцогство Бавария, конфискувано от Хайнрих Горди.
Леополд IV умира без наследници от съпругата си Мария, дъщеря на чешкия княз Собеслав I. След неговата смърт Бавария и Австрия преминават под властта на по-малкия му брат Хайнрих II Язомиргот (1141 – 1177), втори син на Леополд III. През 1156 г. е принуден да върне Бавария на предишните ѝ владетели, а в замяна на това е провъзгласен от императора за пръв потомствен херцог на Австрия. Неговата първа съпруга Теодора произхожда от Византия. Дъщеря е на севастократор Андроник и е внучка на император Йоан II Комнин. След смъртта ѝ се жени се жени за Рикса, дъщеря на чешкия крал Владислав II Пшемислович. Наследен е от сина си Леополд V (1177 – 1194), когото жени за Илона (Елена), дъщеря на унгарския крал Геза II Арпад, а в замяна на това дава дъщеря си Анна за съпруга на нейния брат, крал Ищван III Арпад. Новият владетел увеличава земите си с присъединяването на херцогство Щирия. Участник в Третия кръстоносен поход в Палестина, той влиза в конфликт с един от предводителите му, английския крал Ричард I Плантадженет. Когато на връщане от изток Ричард I Лъвското сърце преминава през Австрия, той е пленен от херцога и е предаден на германския император, за да бъде освободен срещу голям откуп. Леополд V оставя за свой наследник по-големия си син, Фридрих I (1194 – 1198), който няма потомство.
След смъртта на Фридрих I за владетел на Австрия е провъзгласен по-малкият му брат Леополд VI (1198 – 1230). Един от най-влиятелните германски князе, той е провъзгласен от император Фридрих II фон Хохенщауфен, живеещ предимно в Италия, за викарий наместник на империята. Владетел и рицар, Леополд VI посещава Палестина, участва в кръстоносните походи срещу еретиците албигойци в Южна Франция и срещу маврите в Испания. От съпругата си, дъщеря на император Фридрих II, чието име не ни е известно и Теодора, дъщеря на византийския василевс Исак II Ангел, херцогът има двама синове и две дъщери: Маргарита, сключила брак с Хайнрих VII, размирния първороден син на император Фридрих II, а след като овдовява – с чешкия крал Отокар II; Констанция, омъжена за маркграф Хайнрих III фон Майсен. По-големият от синовете на Леополд VI, Фридрих II (1230 – 1246), наследява баща си. При него отношенията с император Фридрих II се влошават сериозно, след като херцогът подкрепя първородния имперски син Хайнрих VII в неуспешния бунт срещу баща му. Прогонен от владенията си Фридрих II се помирява през 1246 г. с императора и си връща правата върху Австрия. Загива по време на поход срещу Унгария, без да остави деца от трите си брака. По-малкият му брат, рано починалият Хайнрих (†1228), има само една дъщеря, Гертруда, омъжена за чешкия принц Вацлав Моравски, а след смъртта му – за маркграф Херман VI фон Баден. Фридрих II и Хайнрих са последните представители на фамилията Бабенберг. След като родът прекратява съществуването си, Австрия преминава под властта на Хабсбургите.

### Маркграфове и херцози на Австрия (976 – 1246)
- 976 – 994 – Леополд I (ок. 940 – 10.7.994), маркграф, син на Албрехт
- 994 – 1018 – Хайнрих I Силния (965 – 23.6.1018), маркграф, син на предходния
- 1018 – 1055 – Албрехт (ок. 985 – 26.5.1055), маркграф, син на Леополд I
- 1055 – 1075 – Ернст (1027 – 9.6.1075), маркграф, син на предходния
- 1075 – 1095 – Леополд II Красивия (1050 – 12.10.1095), маркграф, син на предходния
- 1095 – 1136 – Леополд III Благочестивия (1073 – 15.11.1136), маркграф, син на предходния
- 1136 – 1141 – Леополд IV (ок. 1108 – 18.10.1141), маркграф, син на предходния, херцог на Бавария (Леополд, 1139 – 1141)
- 1141 – 1177 – Хайнрих II Язомиргот (1107 – 13.1.1177)(1141 – 1177), маркграф, от 1156 херцог на Австрия, син на Леополд III, херцог на Бавария (Хайнрих XI, 1143 – 1156)
- 1177 – 1194 – Леополд V (1157 – 31.12.1194), херцог, син на предходния, херцог на Щирия (1192 – 1194)
- 1194 – 1198 – Фридрих I (ок. 1175 – 16.4.1198), херцог, син на предходния
- 1198 – 1230 – Леополд VI (15.10.1176 – 28.7.1230), херцог, херцог на Щирия (1194 – 1230)
- 1230 – 1246 – Фридрих II (25.4.1211 – 15.6.1246), херцог, херцог на Щирия (1230 – 1246)

### Херцози на Бавария (1139 – 1141, 1143 – 1156)
- 1139 – 1141 – Леополд (ок. 1108 – 18.10.1141), син на Леополд III (маркграф на Австрия), маркраф на Австрия, (Леополд IV, 1136 – 1141)
- 1143 – 1177 – Хайнрих XI (1107 – 13.1.1177)(1141 – 1177), син на Леополд III (маркграф на Австрия), маркграф на Австрия (Хайнрих II, 1141 – 1156), херцог на Австрия (Хайнрих II, 1156 – 1177)

### Херцози на Швабия (1012 – 1038))
- 1012 – 1015 Ернст I (ок. 984 – 31.5.1015), син на Леополд I (маркграф на Австрия)
- 1015 – 1030 Ернст II (ок. 1010 – 17.8.1030), син на предходния
- 1030 – 1038 Херман IV (ок. 1015 – 1038), син на Ернст I

### Херцози на Щирия (1192 – 1246)
- 1192 – 1194 – Леополд V (1157 – 31.12.1194), син на Хайнрих II Язомиргот (херцог на Австрия), херцог на Австрия (1177 – 1194)
- 1194 – 1230 – Леополд VI (15.10.1176 – 28.7.1230), син на предходния, херцог на Австрия (1198 – 1230)
- 1230 – 1246 – Фридрих II (25.4.1211 – 15.6.1246), син на предходния, херцог на Австрия (1230 – 1246)